# Shamisen
[[Hình:Maple Leaves Koyo and Shamisen by Kitagawa Utamaro c1803.png|thumb|{{lang|ja-Latn|Tranh vẽ thiếu nữ Nhật chơi đàn shamisen]]

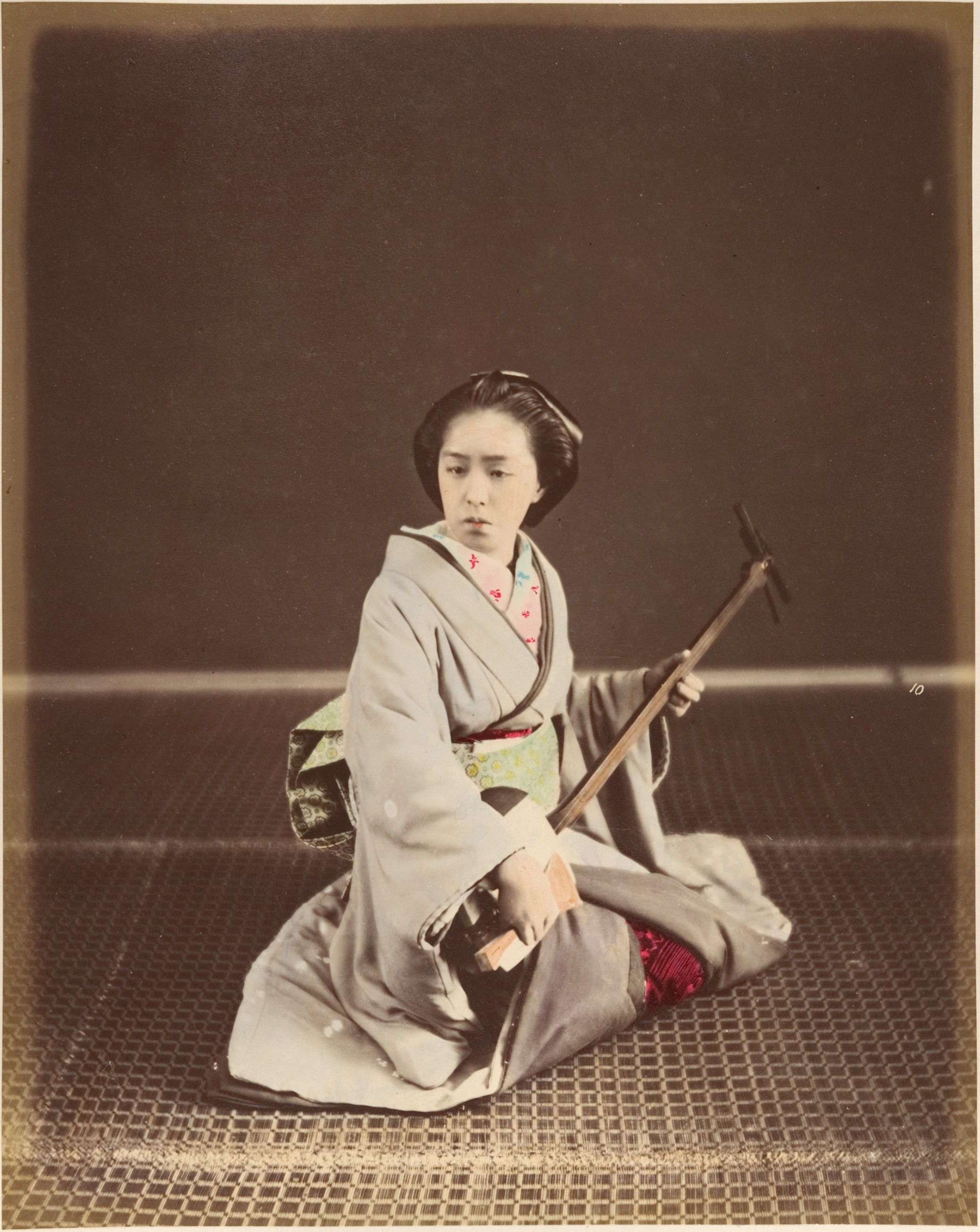
Một phụ nữ Nhật với đàn shamisen, ảnh chụp năm 1870

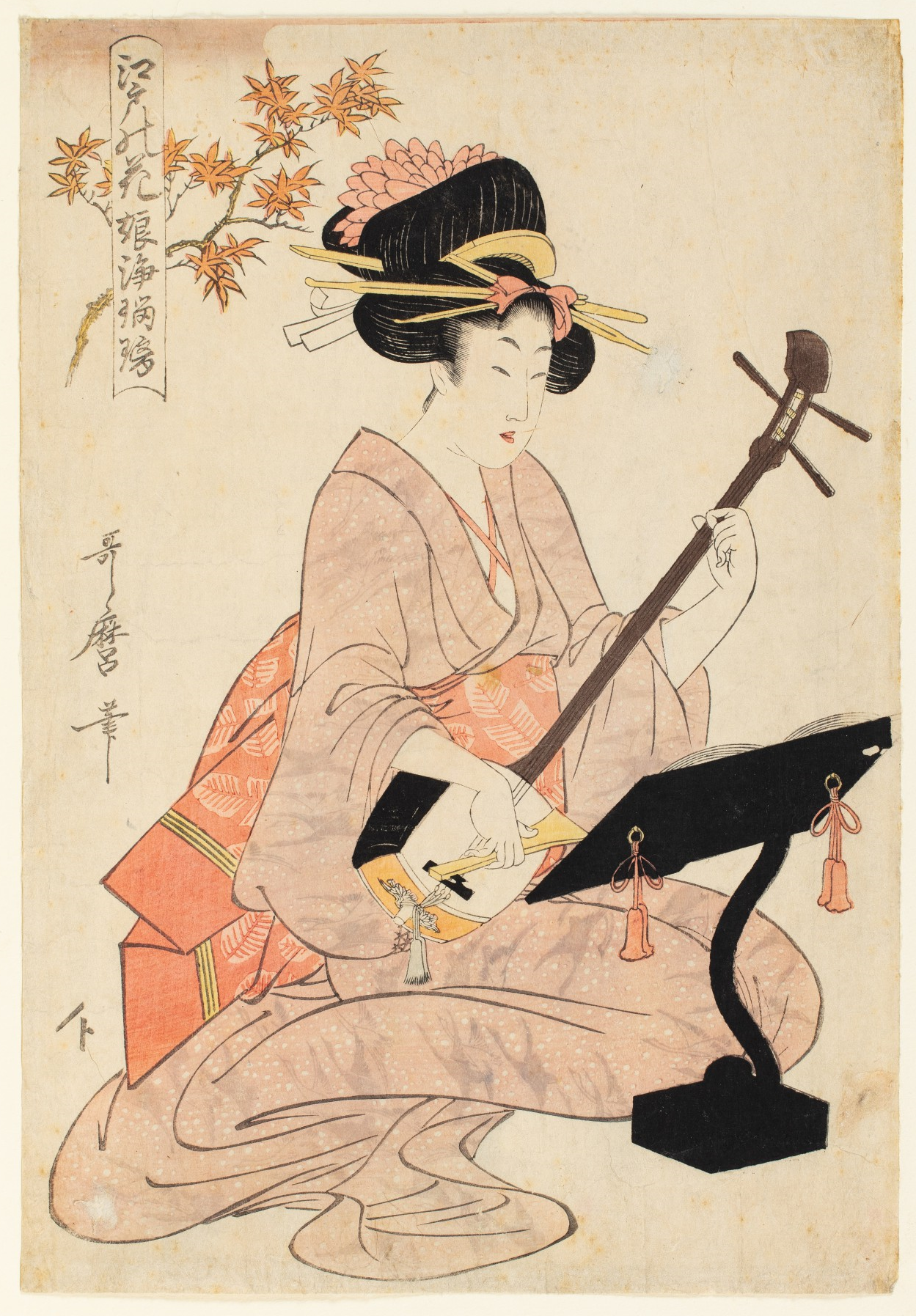
lang|ja-Latn|Tranh vẽ thiếu nữ Nhật chơi đàn shamisen

Shamisen hay Samisen (Tiếng Nhật: 三味線; âm Hán-Việt: tam vị tuyến) là một loại nhạc cụ ba dây của Nhật được chơi với một miếng gẩy đàn được gọi là bachi. Ở Việt Nam, loại đàn còn có tên gọi khác là đàn tam Nhật Bản.
Cách phát âm tiếng Nhật thường là shamisen nhưng đôi khi jamisen khi được sử dụng như một hậu tố, theo sự thay đổi âm thanh thường xuyên (ví dụ: tsugaru-jamisen). Trong phương ngữ Tây Nhật Bản và một số nguồn thời kỳ Edo, nó đều được viết và phát âm là 'samisen' .
Cấu trúc của shamisen có hình dạng khác nhau, tùy thuộc vào thể loại mà nó được sử dụng. Nhạc cụ dùng để đệm kabuki có cổ mỏng, tạo điều kiện cho yêu cầu nhanh nhẹn và điêu luyện của thể loại đó. Thay vào đó, loại được sử dụng để đệm cho các vở kịch rối và các bài hát dân gian có phần cổ dài và dày hơn, để phù hợp với âm nhạc mạnh mẽ hơn của các thể loại đó.

## Lịch sử
Đàn shamisen của Nhật Bản có nguồn gốc từ đàn tam Trung Quốc (tiếng Trung:三弦 tam huyền) Chúng đã được du nhập vào Vương quốc Lưu Cầu trong thế kỷ 16, nơi nó phát triển thành đàn sanshin (三線) từ đó shamisen có bắt nguồn. Người ta tin rằng tổ tiên của shamisen đã được giới thiệu vào thế kỷ 16 thông qua thành phố cảng củaSakai, gần Osaka.
Shamisen có thể được chơi solo hoặc với các shamisen khác, hòa tấu với các nhạc cụ khác của Nhật Bản, với giọng hát như nagauta, hoặc như một phần đệm cho kịch, đặc biệt là kabuki và bunraku. Theo truyền thống, cả nam và nữ đều chơi shamisen.
Phong cách tự sự nổi tiếng nhất và có lẽ đòi hỏi khắt khe nhất là gidayū, được đặt theo tên của Takemoto Gidayū (1651–1714), người đã tham gia rất nhiều vào truyền thống kịch rối bunraku ở Osaka. Đàn shamisen gidayū và miếng gảy của nó là loại đàn lớn nhất trong dòng đàn shamisen, và ca sĩ kiêm người kể chuyện được yêu cầu phải nói các vai của vở kịch, cũng như hát tất cả các bài bình luận về hành động. Vai trò ca sĩ - người dẫn chuyện thường bị đánh thuế về mặt xưng hô đến mức những người biểu diễn bị thay đổi giữa chừng trong một cảnh quay. Có rất ít chú thích trong sách (maruhon) của truyền thống ngoại trừ các từ và tên của một số câu trả lời shamisen chung chung thích hợp. Người chơi shamisen phải biết toàn bộ tác phẩm một cách hoàn hảo để đáp ứng hiệu quả các diễn giải văn bản của ca sĩ kiêm người kể chuyện. Từ thế kỷ 19 các nghệ sĩ biểu diễn nữ được gọi là onna-jōruri hoặc onna gidayū cũng tiếp tục truyền thống hòa nhạc này.
Vào đầu thế kỷ 20, các nhạc sĩ mù, bao gồm Shirakawa Gunpachirō (1909–1962), Takahashi Chikuzan (1910–1998), và những người chơi khiếm thị như Kida Rinshōei (1911–1979), đã phát triển một phong cách chơi mới, dựa trên trên các bài hát dân gian truyền thống ("min'yō") nhưng liên quan đến nhiều ngẫu hứng và kỹ thuật điêu luyện. Phong cách này - ngày nay được gọi là Tsugaru-jamisen, theo tên vùng quê hương của phong cách này ở phía bắc Honshū - tiếp tục tương đối phổ biến ở Nhật Bản. Phong cách Tsugaru-jamisen điêu luyện đôi khi được so sánh với banjo bluegrass.
Kouta (小唄) là phong cách bài hát được học bởi các geisha và maiko. Tên của nó theo nghĩa đen có nghĩa là "nhỏ" hoặc "bài hát ngắn", tương phản với thể loại âm nhạc được tìm thấy trong bunraku và kabuki, hay còn được gọi là nagauta (bài hát dài).
Jiuta (地唄), hay nghĩa đen là "bài hát khu vực" là một phong cách âm nhạc shamisen cổ điển hơn.

### Shamisen trong các thể loại phi truyền thống
Một người chơi đàn shamisen đương đại, Takeharu Kunimoto (1960-2015), đã chơi nhạc bluegrass trên đàn shamisen, đã dành một năm học bluegrass tại Đại học bang East Tennessee và biểu diễn với ban nhạc bluegrass có trụ sở tại đó. Một người chơi khác sử dụng Tsugaru-jamisen trong các thể loại phi truyền thống là Michihiro Sato, người chơi ngẫu hứng tự do trên nhạc cụ.
Nghệ sĩ piano jazz người Mỹ gốc Nhật Glenn Horiuchi đã chơi shamisen trong các buổi biểu diễn và thu âm của mình.
Một bộ đôi phổ biến ở Nhật Bản được biết đến với cái tên Yoshida Brothers đã phát triển một phong cách thi đấu tràn đầy năng lượng, chịu ảnh hưởng nặng nề của việc solo nhanh, mạnh mẽ nhấn mạnh vào tốc độ và sự khéo léo; thường được kết hợp với nhạc rock trên guitar điện.
Nghệ sĩ guitar kim loại Marty Friedman thường sử dụng đàn shamisen trong các bản thu âm của mình để tạo ra âm thanh kỳ lạ hơn cho âm nhạc của mình.
Takeshi Terauchi & Bunnys đã sử dụng shamisen do Michiya Mihashi thủ vai trong sự kết hợp với nhóm nhạc rock của họ trong đĩa đơn "Tsugaru Jongara Bushi" với "Dark Eyes".
Ban nhạc cực kim của Nhật Bản Zenithrash đã chơi shamisen và shakuhachi trong album mới nhất của họ để đạt được lý tưởng của ban nhạc là cực kim được Nhật Bản hóa.
Nhạc sĩ rock Nhật Bản Gackt đã mở đầu buổi hòa nhạc "Sixth Day Seventh Night" vào năm 2004 trên sân khấu với một cây đàn shamisen, cùng với hai nhạc sĩ trong ban nhạc của ông, GacktJOB, cũng chơi đàn shamisen.
Nhạc sĩ rock Nhật Miyavi cũng đã đóng shamisen vào những dịp khác nhau, kết hợp với việc sử dụng nó trong album và trong buổi hòa nhạc (ví dụ như trong thời gian ra mắt live của Superband S.KIN buổi biểu diễn tại 2007 Anime Expo ước tại Long Beach, California vào ngày 29 tháng 6 năm 2007).
Ban nhạc rock / metal dân gian Nhật Bản Wagakki Band sử dụng một số nhạc cụ truyền thống khác nhau của Nhật Bản và kết hợp chúng với các bài hát Rock và Vocaloid phương Tây. Một trong những thành viên của họ, Beni Ninagawa, đóng vai tsugaru shamisen trong các album và trong các buổi hòa nhạc.
Tay chơi Tsugaru-jamisen người Mỹ và nghệ sĩ guitar Kevin Kmetz dẫn đầu ban nhạc rock có tên God of Shamisen, có trụ sở tại Santa Cruz, California, và cũng chơi nhạc cụ với ban nhạc Estradasphere.
Nhạc sĩ nhạc jazz và truyền thống Nhật Bản Hiromitsu Agatsuma đã kết hợp nhiều thể loại vào âm nhạc của mình. Anh ấy đã sắp xếp một số tiêu chuẩn jazz và các bài hát phương Tây nổi tiếng khác cho shamisen trong album Agatsuma Plays Standards của mình vào năm 2008. Các bản thu âm trước đây của anh ấy, chẳng hạn như Beyond từ năm 2004, thể hiện phong cách truyền thống của Nhật Bản pha trộn với funk, techno và rock.
Shamisen cũng được sử dụng trong âm nhạc của ban nhạc pop speed metal Babymetal; nó có thể được nhìn thấy trong các video âm nhạc của họ và được phát trực tiếp trên sân khấu.
Ban nhạc Metal Pháp GaidjinN sử dụng Shamisen trong các sáng tác của họ. Một trong những bài hát của họ là Illusion Of Love dựa trên bài hát jiuta truyền thống: Rokudan No Shirabe. Guitarist chính Guillaume Fiat cũng là một tay chơi shamisen Jiuta.
Một shamisen ma thuật xuất hiện trong bộ phim Kubo and the Two Strings năm 2016. Trong phim, nhân vật chính (Kubo) sử dụng sức mạnh của mình để đánh bại kẻ thù và hoàn thành nhiệm vụ của mình. Nhạc cụ này được giới thiệu trong bản cover " While My Guitar Gently Weeps " của Regina Spektor, chơi ở phần cuối và được đưa vào nhạc nền của bộ phim.
Shinobu Kawashima đóng vai shamisen trên bản cover "What is hip" của Tokyo Groove Jyoshi.
Những gì được biết là tsugaru-jamisen có nguồn gốc từ một bán đảo nhỏ ở phía tây của tỉnh Aomori ngày nay được gọi là Tsugaru. Ngoài ra, một số nhà nghiên cứu đã phỏng đoán về nguồn gốc của phong cách dựa trên các bằng chứng có sẵn. Có một số đồng thuận rằng phong cách này được phát triển bởi những người vô gia cư và nhạc công mù gọi là bosama.
Một học giả, Daijō Kazuo, đề xuất rằng thể loại này bắt nguồn từ một bosama tên là Nitabō trên cơ sở các cuộc phỏng vấn của các nhạc sĩ và gia đình của họ. Theo nghiên cứu của ông, Nitabō đã mua lại và sửa đổi một cây đàn shamisen vào năm 1877 để ông áp dụng một phong cách chơi khác. Nitabō đã làm tròn miếng gảy bachi của nhạc cụ sao cho nó có hình dạng giống như một mái chèo. Ngoài ra, ông đã áp dụng một phong cách chơi với cây đàn shamisen được giữ thẳng đứng, bao gồm khu vực xung quanh cây cầu làm khu vực chơi và kết hợp đánh và đập dây trái ngược với việc sử dụng độc quyền miếng gảy. [5] Tuy nhiên, các học giả khác, chẳng hạn như Gerald Groemer, cho rằng do thiếu tài liệu, tài liệu do Kazuo cung cấp có thể không hoàn toàn chính xác.
Nitabō có nhiều học sinh mù, chẳng hạn như Kinobo và Chōsakubo, những người đã đóng góp vào sự phát triển của phong cách này. Học trò cuối cùng của Nitabō, Shirakawa Gunpachirō, đã biểu diễn bên ngoài vùng Tsugaru như một phần của đoàn biểu diễn dân gian. Gunpachirō cũng đã biểu diễn trong các môi trường chuyên nghiệp, chẳng hạn như trong các phòng hòa nhạc ở Tokyo. [6] Nhờ những thành công của mình, tsugaru-jamisen trở nên phổ biến vào những năm 1920, nhưng sự nổi tiếng của nó suy giảm khi Chiến tranh Trung-Nhật lần thứ hai bùng nổ sau đó trong thập kỷ.
Trong giai đoạn 1955-1965, nhiều nghệ sĩ biểu diễn thể loại này đã chuyển đến các trung tâm đô thị ở Nhật Bản như Tokyo. Cuộc di cư này là một phần của một phong trào lớn hơn do sự bùng nổ của nghệ thuật truyền thống ở Nhật Bản. [6] Tsugaru-jamisen lại được biết đến nhiều hơn khi Gunpachirō biểu diễn cùng ngôi sao enka Michiya Mihashi tại Nhà hát Nihon ở Tokyo vào năm 1959. Do sự tiếp xúc rộng rãi với thể loại này, các học viên nhỏ tuổi hơn của thể loại này bắt đầu nổi lên. [8] Takahashi Chikuzan, người cũng là một bosama, cũng là một người tập thể loại này được đánh giá cao và bắt đầu lưu diễn Nhật Bản vào năm 1964.

## Cấu tạo và phân loại shamisen
Shamisen có chiều dài tương tự với guitar nhưng cổ của loại đàn này mỏng hơn và không có phím. Thân hình chữ nhật giống mặt trống của cây đàn được bọc da ở mặt trước và sau giúp khuếch đại âm thanh khi gẩy đàn. Da đàn thường được làm bằng da chó hoặc da mèo nhưng trong quá khứ có một loại giấy đặc biệt được sử dụng và nhiều loại nhựa cũng được dùng để làm mặt đàn. Dây đàn thường được làm bằng lụa, gần đây thì polyester cũng được sử dụng làm dây đàn.
Tính theo tư thế cầm, thứ tự dây shamisen là 1, 2, 3, đếm từ trên xuống dưới (tức từ to xuống nhỏ). Dây 3 mảnh nhất, kém bền, mau đục tiếng, nên thường xuyên phải thay.
Nói đến việc duy trì shamisen hiện đại phải nhắc đến Kineie Yashichi, một nữ nhạc sĩ đã dồn tâm huyết vào việc cải cách các bản nhạc dành cho samisen, tạo nên một công trình gọi là "phổ văn hóa shamisen", cụ thể là biên tập lại kho tàng nhạc phổ cổ xưa, thay các quy tắc và kí hiệu cổ thành kim cho thông dụng, dễ phổ cập. Nhà Kineie là gia tộc nhiều đời gắn bó với nghệ thuật shamisen, đến giờ vẫn vậy. Cái tên nagauta (trường bội) dành cho loại nhạc chơi bằng shamisen trong kịch Kabuki cũng do nhà họ đặt ra. Ngoài việc sử dụng miếng gảy bachi, Người Nhật còn sử dụng vĩ kéo đàn violin để kéo lên dây tương tự với đàn tam dùng cung vĩ kokyū.
Ngoài ra còn có gottan  (ごったん) , còn được gọi là Hako shamisen ("shamisen thùng") hoặc ita shamisen thường được coi là một trong hai người thân hoặc phái sinh của đàn tam sanshin, bản thân nó là họ hàng của shamisen. Sự khác biệt chính giữa sanshin và gottan là thân của sanshin có xu hướng được làm bằng một khoang gỗ rỗng được bao phủ bởi da rắn, trong khi toàn bộ của gottan - thân, cổ và tất cả - được tạo thành từ gỗ đặc, thường là loại đơn, thường là gỗ tuyết tùng Nhật.
Các tiết mục văn nghệ của gottan thường nhẹ nhàng, tươi vui, gồm nhiều bài dân ca. Giống như shamisen, nó được sử dụng cho hát nhạc kịch được gọi là kadozuke.
Thường thì gottan được so sánh với kankara sanshin, một nhạc cụ của Okinawa có liên quan đến sanshin, do giá thành tương đối rẻ (được làm từ một lon kim loại đã qua sử dụng) và dễ chế tạo. Nhạc cụ Okinawa hoàn toàn bằng gỗ tương đương là ita sanshin.
Một loại khác Các kankara Sanshin (かんから tam huyền thân lon) bắt nguồn trong giai đoạn sau Thế chiến II Trận chiến Okinawa. Người dân Okinawa, bao gồm cả những người đàn ông bị quân đội Mỹ giam giữ, đã sử dụng những chiếc lon kim loại mà người Mỹ bỏ đi và sử dụng chúng làm cơ thể cho sanshin ngẫu hứng.
Một loại sanshin đóng lon tương tự được người Mỹ gốc Nhật chế tạo trong các trại giam giữ ở Hoa Kỳ trong thời kỳ chiến tranh.
Kể từ Thế chiến thứ hai, kankara đã trở nên phổ biến như một lựa chọn thay thế rẻ tiền cho sanshin hoặc shamisen, và các nhà sản xuất sanshin hoặc shamisen chuyên nghiệp đã bắt đầu chế tạo chúng và đưa chúng vào các cửa hàng của họ, trực tuyến và trong danh mục. Bản thân kankara cũng đã phát triển ở một mức độ nào đó, với một số nhà sản xuất tạo ra nhiều nhạc cụ trang trí công phu hơn với thiết kế mặt trước được vẽ bằng tay và các gói trang trí tiigaa (手掛) là một đặc điểm của sanshin thích hợp. Bộ dụng cụ kankara sanshin " tự chế tạo của riêng bạn" cũng có sẵn.
Các thành phần cơ bản thường tạo nên một kankara sanshin, với các cụm từ tiếng Nhật đề cập đến các thuật ngữ tiếng Anh trong cách nói của sanshin và shamisen:
- Thân đàn (胴, chiiga / dou) - Một lon hoặc xi lanh bằng kim loại rỗng được sử dụng để tạo ra phần thân của nhạc cụ, thay cho phần thân bọc bằng da rắn điển hình của sanshin.
- Thủ đàn (天, ten) - Phần đầu của nhạc cụ được làm theo cách không xác định, thường giống với sanshin hoặc shamisen. Nó thường là một phần mở rộng của cổ.
- Cổ (棹, sou) - Cổ dài của nhạc cụ được làm từ bất kỳ loại gỗ nào trong số các loại gỗ khác nhau.
- Dây (絃, chiru / gen / jiru) - Kankara, thường là một nhạc cụ ít tốn kém hơn so với sanshin, có thể có dây được làm từ bất kỳ loại vật liệu nào. Không có tài liệu quy chuẩn nào được sử dụng để xâu chuỗi. Có thể sử dụng dây tơ, gân, dây kim loại và các vật liệu khác, tùy thuộc vào nhà sản xuất.
- Chốt điều chỉnh (範, karakui) - Các chốt / núm / phím điều chỉnh được sử dụng cho kankara được làm theo cách không xác định, đôi khi giống với các chốt dài đặc trưng của sanshin và shamisen, và những lúc khác giống với những loại được tìm thấy trên hiện đại và guitar cổ điển.

Tsugaru-jamisen (kanji:津軽三味線, hiragana:つがるじゃみせん) hoặc Tsugaru-shamisen (hiragana:つがるしゃみせん) đề cập đến cả hai thể loại của Nhật Bản shamisen có nguồn gốc âm nhạc từ Tsugaru bán đảo ngày nay Aomori Prefecture và công cụ nó được thực hiện với. Nó được biểu diễn trên khắp Nhật Bản, mặc dù các mối quan hệ với Tsugaru vẫn mạnh mẽ. Tsugaru-jamisen được coi là thể loạinhạc shamisen được công nhận nhiều nhất, và đã có nhiều thời kỳ phổ biến ở Nhật Bản.
Tsugaru-jamisen được chơi trên một cây đàn shamisen lớn hơn gọi là futozao (太棹) với cổ dày hơn và dây dày hơn so với những loại đàn được sử dụng cho hầu hết các phong cách khác. 
Tsugaru-shamisen rất dễ nhận ra bởi chất lượng bộ gõ của nó (miếng gảy chạm vào thân đàn trên mỗi nét) và độ ngân của các nhịp điệu được biểu diễn. Không giống như hầu hết các nhạc Nhật Bản khác, một số Tsugaru Shamisen- mảnh đang trong thời gian ba, mặc dù ba nhịp đập không nhấn mạnh theo cách của âm nhạc phương Tây.
Tsugaru-shamisen có một kho hàng lớn và đang phát triển đều đặn. Các cuộc phỏng vấn với các nghệ sĩ biểu diễn nổi tiếng như Takahashi Chikuzan và Yamada Chisato và các bản thu âm của các ngôi sao trong quá khứ cho phép người ta đưa ra bảng sau. Hầu hết các tiêu đề được đưa ra dưới đây tồn tại ở hai phiên bản: ở dạng bài hát (giọng hát với phần đệm của trống shamisen và taiko) và dưới dạng một đoạn shamisen solo (xem nhóm thứ sáu bên dưới). Gần đây, những người biểu diễn trẻ tuổi đã cố gắng kết hợp phong cách chơi hoặc động cơ của Tsugaru-shamisen với jazz, rock và các hình thức âm nhạc thương mại hơn. Ngoại trừ các sắp xếp được phân loại là shin min'yō, những mảnh này thường được coi là truyền thống.
Cũng như guitar điện, shamisen điện là loại đàn tam điện của Nhật có gắn thêm bộ cảm biến và truyền dẫn âm thanh để chuyển đổi các rung động của dây đàn thành các xung điện, từ đó có thể truyền đi xa, điều chỉnh âm tần và khuyếch đại ra loa.